# Wanjira Mathai
Pour les articles homonymes, voir Mathai.
Wanjira Mathai (née en 1971) est une écologiste et militante kényane. Elle est vice-présidente et directrice régionale pour l'Afrique au World Resources Institute, basé à Nairobi, au Kenya. Dans ce rôle, elle s'occupe des problèmes mondiaux, notamment la déforestation et l'accès à l'énergie. Elle a été sélectionnée parmi les 100 Africains les plus influents par le New African Magazine en 2018 pour son rôle de conseillère principale au World Resources Institute ainsi que pour sa récente campagne visant à planter plus de 30 millions d'arbres grâce à son travail à la Ceinture verte. Mouvement.

## Enfance et éducation
Mathai est née et a grandi au Kenya,. Sa mère, Wangari Maathai, était une militante sociale, environnementale et politique et la première femme africaine à remporter le prix Nobel de la paix, en 2004,. 
Mathai était élève au State House Girls' High School de Nairobi. Après avoir terminé ses études secondaires, elle a déménagé à New York pour fréquenter les collèges Hobart et William Smith, où elle s'est spécialisée en biologie et a obtenu son diplôme en 1994,,. Elle est titulaire d'une maîtrise en santé publique et en administration des affaires de l'Université Emory,,. Après avoir obtenu son diplôme, Mathai a rejoint le Centre Carter où elle a travaillé sur le contrôle des maladies. Là, elle s'est intéressée aux maladies qui ont touché les communautés africaines telles que la dracunculose, l'onchocercose et la filariose lymphatique. 

## Recherche et carrière

### Le mouvement de la ceinture verte
Mathai siège au Conseil pour l'avenir du monde et au conseil d'administration du Mouvement de la ceinture verte (Green Belt Movement, GBM). Le Green Belt Movement a été fondé par la mère de Wanjira, Wangari, en 1977. À l'origine, Mathai a été directrice des affaires internationales du Mouvement de la ceinture verte à partir de 2002 et a ensuite été nommée directrice exécutive de l'organisation,. Dans cette organisation, elle a dirigé des programmes de collecte de fonds et surveillé la mobilisation des ressources, ainsi que facilité la sensibilisation internationale. Elle s'est rendu compte que les femmes étaient plus réceptives lorsque le Green Belt Movement a appelé les gens à aider à planter des arbres. Elle a dit que son travail de plantation d'arbres, également appelé agroforesterie, était inspiré par le travail environnemental de sa mère. Après que sa mère ait remporté le prix Nobel de la paix, Mathai l'a accompagnée dans un tour du monde. Lorsque sa mère est décédée en 2011, elle a aidé l'organisation à traverser une période de transition. 

### Autres organisations et fondations

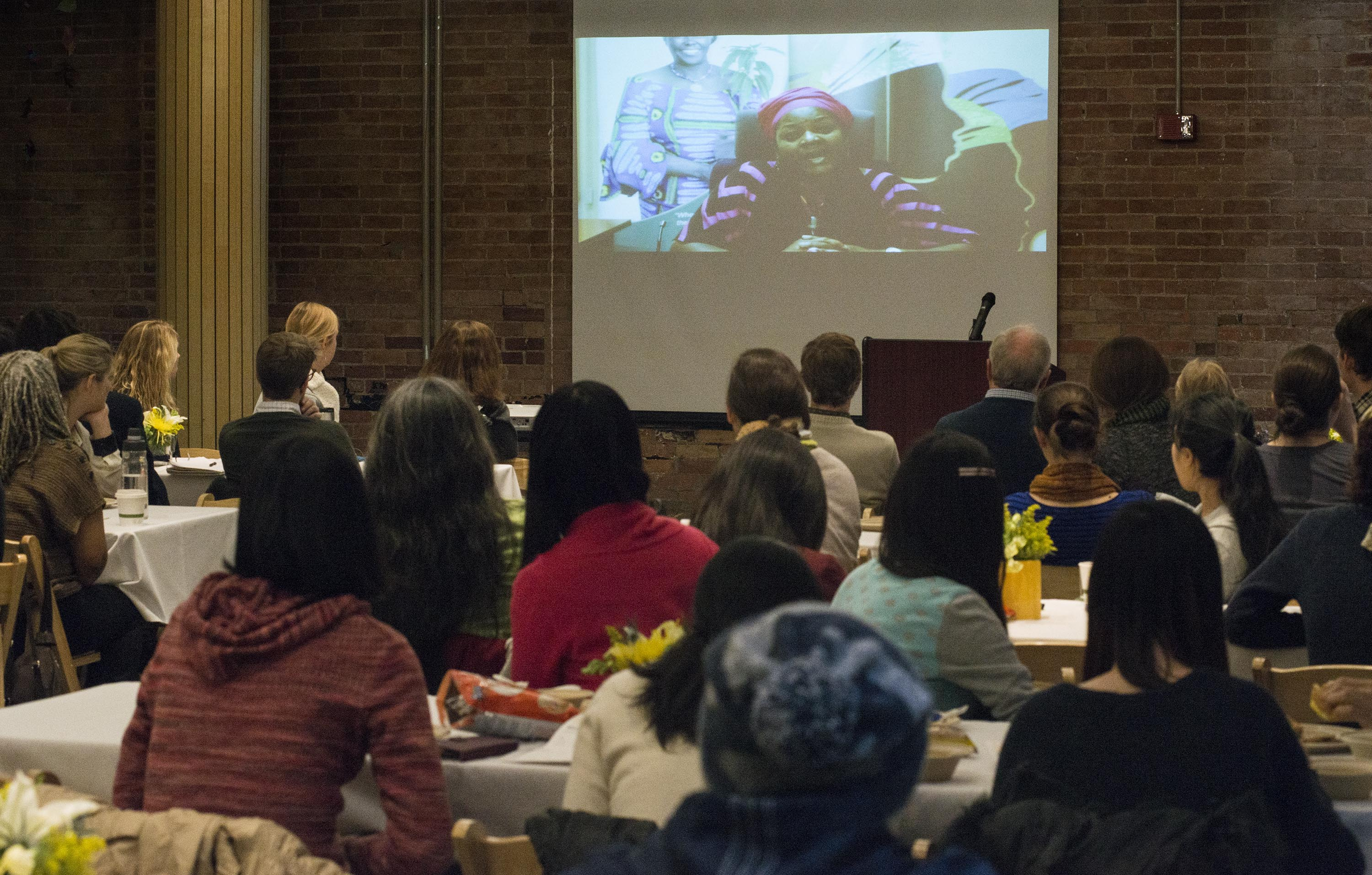
Wanjira Mathai parle en tant que directrice de l'Institut Wangari Maathai.

Mathai est conseillère principale des Partenariats pour les femmes entrepreneurs dans les énergies renouvelables (wPOWER). wPOWER promeut les femmes dans le leadership des énergies renouvelables dans le but d'apporter les énergies renouvelables à près de quatre millions de femmes en Afrique de l'Est. Pour Mathai, l'engagement des femmes dans les énergies renouvelables en est un d'autonomisation économique, répondant à plusieurs des objectifs de développement durable. Malgré la modernisation en cours au Kenya, les femmes passent encore plusieurs heures par jour à ramasser du bois de chauffage, et la moitié de tous les décès d'enfants de moins de 5 ans sont dus à la pollution de l'air domestique. Mathai siège au conseil consultatif de la Clean Cooking Alliance et est également membre du Earth Chapter International Council,. Elle siège également au conseil d'administration du Centre pour la recherche forestière internationale (CIFOR). Elle est également l'une des rares praticiennes de l'EQ "six secondes". Ces praticiens cherchent à promouvoir l'intelligence émotionnelle et à soutenir les autres pour créer une culture de positivité. 
Depuis 2016, Mathai est présidente de la Fondation Wangari Maathai,,. La fondation cherche à faire avancer l'héritage de Wangari Maathai en promouvant une culture de l'objectif avec des jeunes servant de leaders. Interrogée sur son travail avec la fondation, Mathai a répondu : « Je ne vis pas dans l'Ombre de ma mère, je me baigne dans sa lumière... » . La fondation a trois priorités : maintenir la maison Wangari Muta Maathai, inculquer des compétences de leadership aux jeunes pour promouvoir la créativité et le courage à un jeune âge (Wanakesho), et une fraternité pour les jeunes. Pour illustrer sa foi dans l'importance de l'éducation des jeunes, elle a été directrice de projet pour le Wangari Maathai Institute for Peace and Environmental Studies à l'Université de Nairobi (WMI). Cet institut se concentre sur la promotion de l'éthique positive et du développement durable,. Éduquer les jeunes a toujours été l'un des objectifs de Maathai, et elle déclare : « Les êtres humains ne naissent pas corrompus. À un moment donné, ces comportements sont favorisés par une culture qui favorise le gain individuel plutôt que le progrès collectif ». Elle pense que l'éducation des jeunes permettra de consolider la paix et de réduire la corruption au Kenya, à mesure que les jeunes grandiront pour devenir de futurs dirigeants. Elle parle souvent de ces sujets, car elle est une conférencière motivatrice sur les sujets du leadership des jeunes, de l'environnement et du changement climatique. 
De plus, Mathai siège au conseil d'administration du Centre mondial d'agroforesterie (ICRAF) au Kenya. En 2018, Mathai a été sélectionnée parmi les 100 Africains les plus influents par le New African Magazine, ainsi que parmi les femmes africaines les plus influentes par l'African Leadership University,. 
Depuis décembre 2019, Mathai occupe le poste de vice-présidente et directrice régionale pour l'Afrique au World Resources Institute ,. À ce titre, Mathai a convaincu la ministre kényane de l'Environnement, Judi Wakhungu, de s'engager à restaurer 12,6 millions d'acres de terres déboisées au Kenya d'ici 2030, en s'appuyant sur l'héritage d'activisme environnemental de sa mère. Cela fait partie de l'Initiative de restauration des paysages forestiers africains (AFR100 (en)), que supervise Mathai, une initiative visant à restaurer plus de 100 millions d'hectares de terres déboisées en Afrique d'ici 2030,. 